# 五十岡駅
五十岡駅（いごおかえき）は、静岡県袋井市岡崎に存在した静岡鉄道駿遠線の駅である。
開業当時の所在地は小笠郡笠原村であった。

## 概要
1面1線の停留場。駅舎はなく、ホーム1本と待合室のみの無人駅。新袋井方すぐ先にある弁財天川橋梁を渡ると、袋井市から浅羽町（2005年に袋井市に編入合併）に入る。
周辺は「浅羽平野」と呼ばれる穀倉地帯の中にあった。

## 歴史
- 1915年（大正4年）5月11日 中遠鉄道の駅として新岡崎 - 浅名間に新設開業。
- 1943年（昭和18年）5月15日 戦時統合により、静岡鉄道中遠線の駅となる。
- 1948年（昭和23年）9月8日 - 地頭方 - 池新田 間が開業により静岡鉄道駿遠線の駅となる。
- 1967年（昭和42年）8月28日 新袋井 - 新三俣間の廃止により、廃駅。

## 現在の様子
秋葉バスサービス秋葉中遠線・五十岡バス停の裏に廃止後もホームの跡が残ったため、2011年11月よりホーム跡を整備してミニ公園となった。駅名標のモニュメントと案内板、屋根付きのベンチが設置されている。

## 隣の駅
静岡鉄道駿遠線
新岡崎駅 - 五十岡駅 - 浅名駅